# أروج قشلاق حاج إسماعيل
أروج قشلاق حاج إسماعيل هي قرية في مقاطعة بارس أباد، إيران. عدد سكان هذه القرية هو 60 في سنة 2006.